# しあわせ色の風景
『しあわせ色の風景』（しあわせいろのふうけい）は、たかなし♥しずえによる日本の漫画作品。
『なかよし』（講談社）にて1977年5月号から同年10月号まで連載された。全6話。単行本は同社の講談社コミックスなかよしより全1巻。
主人公のむつみは母の実家がある北海道で暮らすことになった。そこでさまざまな人や動物と出会い、幸せを感じるようになるという物語。犬、猫、馬など、動物のキャラクターも多く登場している。

## 書誌情報
- たかなし♥しずえ 『しあわせ色の風景』 講談社〈講談社コミックスなかよし〉、1977年11月5日第1刷発行、ISBN 4-06-108285-X